# Істрівка (Калінінградська область)
Істрівка (рос. Истровка) — селище Гвардійського міського округу, Калінінградської області Росії. Входить до складу Зоринського сільського поселення.
Населення — 485 осіб (2015 рік).

## Населення
| 2002 | 2010 |
| ---- | ---- |
| 470  | ↗485 |